# 霍华德·戴维森
霍华德·卡尔霍恩·戴维森（英語：Howard Calhoun Davidson，1890年9月15日—1984年11月7日），美国陆军航空军将领，第二次世界大战时期曾指挥美國第十航空隊在印度、缅甸和中国执行任务。